# Vedat Albayrak
Vedat Albayrak (gruz. ლომერ ჟორჟოლიანი Wano Rewaziszwili, grec. Ρομάν Μουστόπουλος Roman Mustopulos ;ur. 4 czerwca 1993) – grecki i turecki judoka. Trzykrotny olimpijczyk. Zajął siedemnaste miejsce w Rio de Janeiro (2016) oraz Tokio (2020) i dziewiąte miejsce w Paryżu (2024). Walczył w wadze półśredniej.
Brązowy medalista mistrzostw świata w 2018; uczestnik zawodów w 2014, 2015, 2019, 2022, 2023 i 2024. Startował w Pucharze Świata w latach 2010-2015 i 2019. Mistrz Europy w 2021 i 2023, trzeci w 2024, piąty w 2014, a także trzeci w drużynie w 2021. Triumfator igrzysk śródziemnomorskich w 2022, a także igrzysk solidarności islamskiej w 2021 roku.

## Letnie Igrzyska Olimpijskie 2016
| Konkurencja | Eliminacje                 | Klas. końcowa |
| Konkurencja | Przeciwnik I               | Miejsce       |
| ----------- | -------------------------- | ------------- |
| 81 kg       | Juan Diego Turcios (ESA) P | 17.           |

## Letnie Igrzyska Olimpijskie 2020
| Konkurencja | Eliminacje              | Klas. końcowa |
| Konkurencja | Przeciwnik I            | Miejsce       |
| ----------- | ----------------------- | ------------- |
| 81 kg       | Takanori Nagase (JPN) P | 17.           |